# ゼンザブロニカ

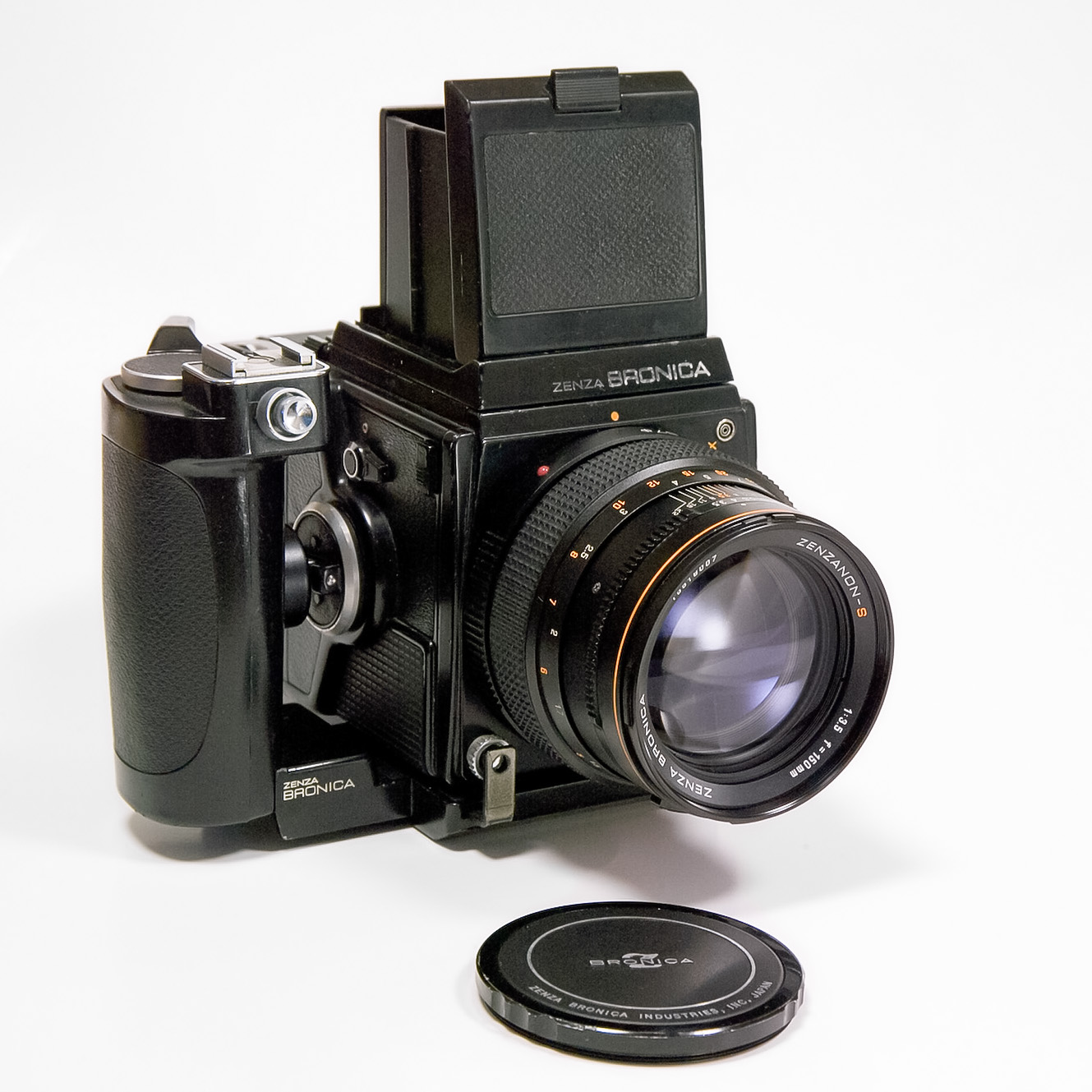
ブロニカSQ

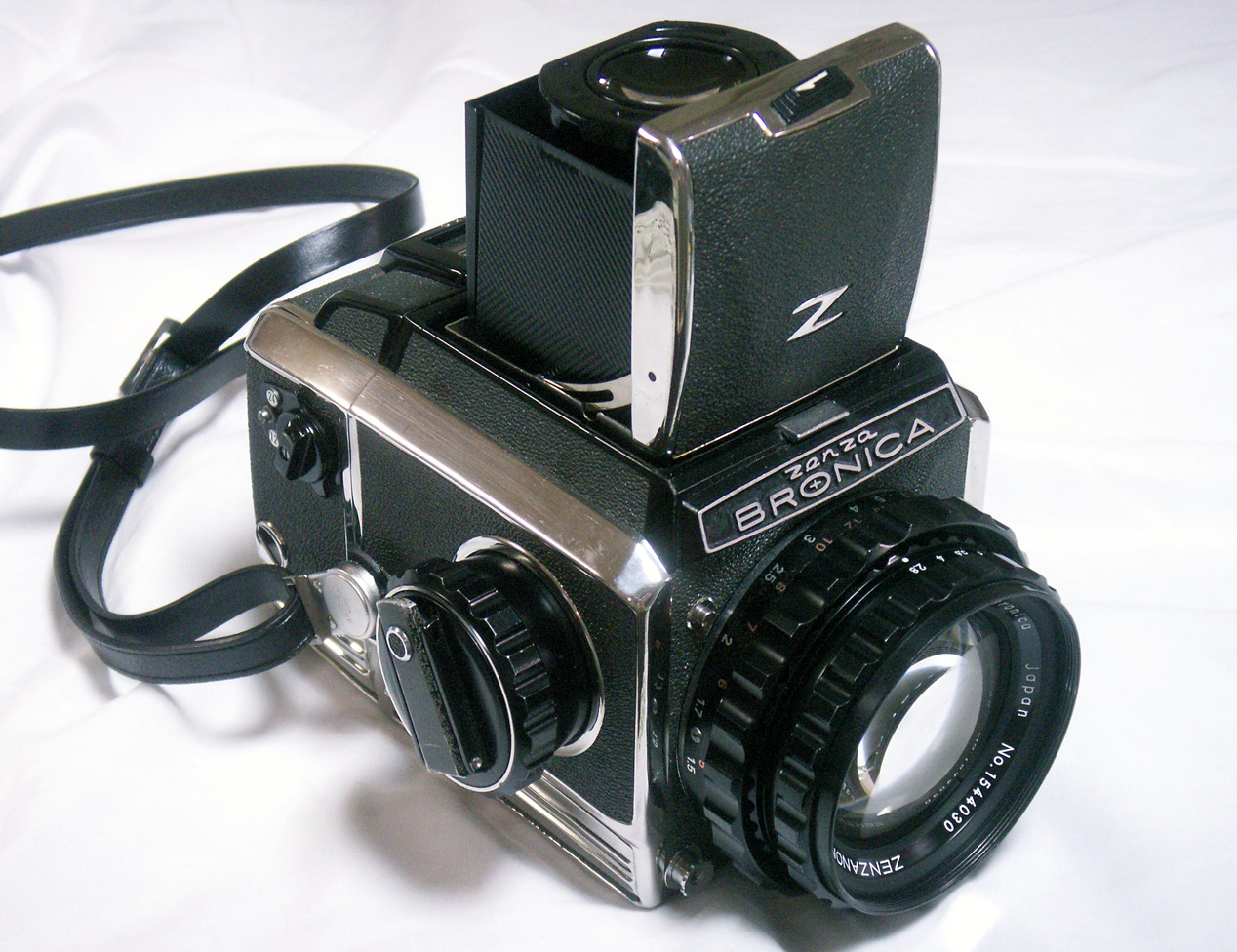
ブロニカS2

ゼンザブロニカ（Zenza Bronica ）は、かつて存在した日本のカメラブランド。もともとは「ブロニカカメラ株式会社」の商品名であったが、後には一時、会社名にもなった。

## 名称の由来
ほぼ試作が完成した時期、創業者の姓である吉野と、一眼レフの「レフレックス」から、「ヨシノフレックス」等の候補が出された。しかし、今ひとつしっくり来ず、決めかねたまま試作機の最終調整が続いていたある朝、試作機のネームプレートに「ZENZABRONICA」と書かれて作業台の上に置かれていた、というのが顛末であり、
よって発案者不詳。
名前は創業者の名である善三郎と、ブローニーフィルム、カメラを組み合わせたものと取れる。

## 経歴
- 1947年（昭和22年） - 吉野善三郎が東京都板橋区東新町に新光堂製作所を創立し、ガスライター、シガレットケース、コンパクト等の製造・販売を開始。この事業を元手に資金を貯め、夢だったカメラ製造に向けて、1952年（昭和27年）1月17日からカメラの研究に着手した。
- 1956年（昭和31年）6月 - 試作機第一号を完成させ「ブロニカカメラ株式会社」を設立した。
- 1958年（昭和33年）10月 - ゼンザブロニカを完成、開発費は当時の金額で2億円に及んだという。日本光学工業（現ニコン）からニッコールレンズの供給を受けた。
- 1959年（昭和34年）3月 - ゼンザブロニカを発表、発売。
- 1962年（昭和37年）9月 - 社名を「ゼンザブロニカ工業株式会社」と改称。
- 1974年（昭和49年）11月 - 販売部門として「ブロニカ商事株式会社」を設立。
- 1976年（昭和51年） - ゼンザブロニカETR発売。
- 1978年（昭和53年） - 社名を「ブロニカ株式会社」と改称。
- 1980年（昭和55年） - ゼンザブロニカSQ発売。
- 1983年（昭和58年） - ゼンザブロニカGS-1発売。
- 1988年（昭和63年） - 吉野善三郎が死去。
- 1998年（平成10年）7月 - タムロンに吸収合併され法人は消滅するもETR・SQ・GS-1シリーズの製造販売は継続され、「ブロニカ」の商品名が存続した。
- 2000年（平成12年） - ブロニカRF645発売。
- 2005年（平成17年）10月20日 - デジタルカメラ全盛の中で中判カメラ市場が縮小したことにより販売数が伸び悩み、順次既存シリーズが販売終了となっていたが、この日ブロニカRF645が販売終了となり、タムロンは中判カメラ事業から撤退。ブロニカの47年の歴史にピリオドが打たれることとなった。

## 製品一覧

### ゼンザブロニカシリーズ
6×6cm判縦走りフォーカルプレーン式一眼レフカメラ。後に6×6cm判レンズシャッター式一眼レフカメラSQシリーズが発売されたためフォーカルブロニカ、元祖ブロニカ等と俗称された。フィルムマガジンは交換式で、遊星歯車機構を採用することでボディーとフィルムバックが巻き上げ前後を問わず自由に交換可能とするなど非常に進歩しており、当時「ドリームカメラ」ともてはやされた。小穴純の考案でS字型給送機構を採用し、スタートマークをあわせる必要もない完全オートマット式。シャッターはフォーカルプレーン式なのでマウントアダプターを介して各種レンズが使用でき、この観点で使用されていたウイスタのリトレックシリーズを駆逐した。速度目盛は等間隔とし、シャッターの速度変更もチャージ前後を問わない。シャッターダイヤルは一軸不回転。フィルムが装填されているつもりで撮影してしまうのを防ぐためフィルム非装填時はシャッターが切れず巻き上げも空回りする。アサヒカメラ誌ニューフェース診断室はゼンザブロニカS当時「フィルムバックとフィルム巻き取り、シャッターチャージの連動はたいへんうまく出来ている」と絶賛した。ただシャッター音が大きく、実写テストを担当した木村伊兵衛は「家の庭に植木屋が入ってね。剪定をしているところを下から狙ったんだが、シャッター音のあまりの大きさに、やっこさん腰を抜かして落ちてきた」と講評している。当初はシャッターの故障が多かったという説があるが、遅くともゼンザブロニカECになる頃には解消している。

#### ゼンザブロニカシリーズボディー
- ゼンザブロニカ/ゼンザブロニカD（1959年3月22日フィラデルフィアカメラショーにて[2]発表、同時発売、1959年4月18日国内発表、12月8日国内発売、1961年S型発売に伴い改名） - 焦点調節とシャッターチャージと巻き上げを同軸ノブとした。焦点調節はラック・アンド・ピニオン方式でボディーに内蔵された鏡胴が前後する。標準レンズの75mmの距離目盛はノブに、交換レンズの50mm、135mm用は鏡胴側面につけられる。外装にステンレス鋼を使用している[2]。当初は単にゼンザブロニカであったが後継機発売によりD[2]またはDXと呼称されるようになった。ミラーがボディー内に滑落する構造のクイックリターン式。レリーズするとまず反射鏡がボディー内部に設けられたくの字状のガイド溝にそってボディー内部に滑落し、それと同時に焦点面の下面を遮光幕が遮蔽、また反射鏡がボディー底面に行くとその内面反射を防ぐべく覆いがかぶさる構造で縦走りシャッター幕が開閉し、作動が終わるとドラムスプリングのリバウンドで復帰する方式により、バックフォーカスが短めのレンズでも反射鏡と衝突を回避できる長所を有するカメラであった。絞りは完全自動絞り。シャッター最高速は1/1250秒[2]。セルフタイマーのガバナーを長時間露光に流用し2～10秒の機械式スローシャッターを可能としている[2]。ミラーアップ機構は装備されていないがセルフタイマーでほぼ同等の効果を得ることはできる。ハッセルブラッドとデザインが似ていたためクレームを受けて早期に製造中止となったため収集の対象となり高価に取引されている。
- ゼンザブロニカS（1961年4月発売[2]） - セルフタイマー省略[2]、シャッタ−最高速が1/1000秒[2]となり、2-10秒のスローシャッター省略[2]など実用上必要な機能に集約したモデル[2]。ハッセルブラッドからのクレームによりデザインは大幅に変更された。ミラーアップ機構が装備された[2]。
- ゼンザブロニカC（1964年12月[2]発売） - フィルムマガジンが固定式[2]になり、セルフタイマーやミラーアップ機構が省略[2]され、シャッター速度最高速1/500秒[2]、X接点シンクロ1/40秒になるなどされた普及版。この機種からピント調整はヘリコイド式[2]となり、望遠レンズ用の大バヨネットマウントが変更[2]された。
- ゼンザブロニカC2（1965年5月[2]発売） - 220フィルムに対応[2]した。
- ゼンザブロニカS2（1965年7月[2]発売） - シリーズの代表的存在。220フィルムに対応[2]した。ミラーアップ機構は装備されなかった。完成度が高くロングセラーとなった[2]。
- ゼンザブロニカEC（1972年5月[2]発売） - 電子シャッター採用で、B、4秒-1/1000秒[2][5]。ミラーが上下分割式となりレリーズ時の衝撃が小さくなった[5]。ファインダーとボディーとの間に電子接点が設けられ、露出計付きファインダーを装備すると露出計がボディと連動するよう改良された。ミラーアップが装備された。電源は4G13電池×1[2][5]。1979年頃シャッターダイヤルが1段刻みから1/2段刻みに、電池を入れない時はシャッターダイヤルがどこにあってもBで切れるよう改良され、シンクロ接点プラグ取り外しボタンが除去されている[5]。AEを必要としない層のためゼンザブロニカEC-TL以降のAE機が発売されて以降も生産された[5]。
- ゼンザブロニカEC-TL（1975年7月[2]発売） - ミラーに露出計を内蔵し、露出計ファインダーを装備しなくてもボディー単体で測光可能[2]となった。また中判一眼レフカメラで世界初となる絞り優先AE撮影を可能とした。
- ゼンザブロニカEC-TLII（1978年10月[2]発売） - 電気回路をデジタル方式に改良[2]した。またマニュアル露出時に露出計が使用できなくなり、この時マニュアル露出であることを示すMランプが点灯する。シャッター速度は1/3EV段階で変更できるようになった[2]。

#### ゼンザブロニカシリーズ用レンズ
純正品は当初完全自動絞りのニッコールレンズ群をその交換レンズとして完備、後に一部のレンズがゼンザノンブランドで東京光学や旧東独カール・ツァイス等から供給された。レンズマウントは小バヨネットマウント、大バヨネットマウント、φ57mmのスクリューマウントを併せ持ち、フランジバックは101mm。φ57mmのスクリューマウントはミノルタSR用接写リングセットと同じ規格であり、ミノルタはライカLマウントレンズをミノルタSRカメラに使用するアダプターを発売していたので、非公式の使い方ながらこれらを利用しゼンザブロニカにヴィゾフレックス用レンズを流用できる。ピント合わせはゼンザブロニカSまでがラック・アンド・ピニオン方式、ゼンザブロニカC以降がヘリコイド式。ピント調整機構を外した後に直接取り付ける大バヨネットマウントは一般に300mm以上のレンズに使用され、ゼンザブロニカS以前とゼンザブロニカC以降で互換性がない。旧型大バヨネットにはニコンS型レフボックス用レンズを使用できるアダプターが存在する。新型大バヨネットレンズのレンズヘッドはニコンFフォーカシングユニット用と共通。
純正のニッコールブランドは以下のものがある。
- ニッコールDC40mmF4 - 8群10枚[5]。ニッコールD40mmF4をマルチコートしたもの。
- ニッコールD40mmF4 - 8群10枚[6]。アタッチメントはφ90mmねじ込み[5]。レンズ先端から15cmまで近接撮影が可能。
- ニッコールOC50mmF2.8 - 7群8枚[5]。アタッチメントはφ77mmねじ込み[6]。ニッコールO50mmF2.8をマルチコートしたもの。
- ニッコールO50mmF2.8 - 7群8枚[6]。アタッチメントはφ77mmねじ込み[6]。ニッコールH50mmF3.5の後継である。
- ニッコールH5cmF3.5/ニッコールH50mmF3.5（1959年12月8日発売） - 6群6枚。アタッチメントはφ82mmねじ込み。ゼンザブロニカDとともに発売された。当初は焦点距離がcm表示であった。
- ニッコールPC75mmF2.8 - 4群5枚。ニッコールP75mmF2.8をマルチコートにしたもの。
- ニッコールP7.5cmF2.8/ニッコールP75mmF2.8（1959年12月8日発売） - 4群5枚。ゼンザブロニカDとともに発売された。当初は焦点距離がcm表示であった。
- ニッコールHC75mmF2.8 - 4群6枚[6]。アタッチメントはφ67mmねじ込み[6]。ニッコールPC75mmF2.8の高級バージョンで併行販売された。カタログではDXの文字がついていたがレンズにその旨の表示はない。
- ニッコールQ105mmF3.5LS - テッサー型の3群4枚。セイコー0番レンズシャッター内蔵。公式にはゼンザブロニカEC-TLとゼンザブロニカEC-TLIIには使用できない。また新型大バヨネットマウントを使用するためゼンザブロニカDとゼンザブロニカSには装着できない。売れ行き不振のマーシャルプレス用を流用したという。
- ニッコールQ13.5cm/ニッコールQ135mmF3.5（1959年12月8日発売） - テッサー型の3群4枚。アタッチメントはφ82mmねじ込み。ゼンザブロニカDとともに発売された。当初は焦点距離がcm表示であった。
- ニッコールH18cmF2.5 - 4群6枚。ニコンSレフボックス用。アダプターを介して旧型大バヨネットに使用する。絞りは手動絞り。
- ニッコールP200mmF4（後期型） - 5群5枚[6]。アタッチメントはφ67mmねじ込み[6]。光学系が変更された。
- ニッコールP200mmF4（前期型） - 小バヨネットマウントを使用する一番長焦点のレンズ。専用クローズアップレンズが付属した。
- ニッコールPC200mmF4 - ニッコールP200mmF4（後期型）をマルチコートにしたもの。
- ニッコール25cmF4 - 3群4枚。ニコンSレフボックス用。アダプターを介して旧型大バヨネットに使用する。絞りは手動絞り。
- ニッコールPC300mmF5.6 - 5群5枚。新型大バヨネットを使用するブロニカ専用レンズ。
- ニッコール35cmF4.5 - 3群3枚。ニコンSレフボックス用。アダプターを介して旧型大バヨネットに使用する。絞りは手動絞り。
- ニッコールQ400mmF4.5 - 4群4枚[5]。アタッチメントはφ122mmねじ込み[6]。新型大バヨネットマウントを使用する。レンズヘッドはニコンFと共用。絞りはフォーカシングユニットの自動絞り。
- ニッコール50cmF5 - 3群3枚。ニコンSレフボックス用。アダプターを介して旧型大バヨネットに使用する。絞りは手動絞り。
- ニッコールP600mmF5.6 - 4群5枚。新型大バヨネットマウントを使用する。レンズヘッドはニコンFと共用。絞りはフォーカシングユニットの自動絞り。
- ニッコールP800mmF8 - 5群5枚。新型大バヨネットマウントを使用する。レンズヘッドはニコンFと共用。絞りはレンズヘッドの手動絞り。
- ニッコールP1200mmF11 - 5群5枚。新型大バヨネットマウントを使用する。レンズヘッドはニコンFと共用。絞りはレンズヘッドの手動絞り。

以下は純正のゼンザノンブランド。
- ゼンザノン40mmF4MC - 7群9枚。
- ゼンザノン50mmF2.8MC - 7群8枚。
- ゼンザノン75mmF2.8MC - 4群5枚。東京光学（現トプコン）のOEM。
- ゼンザノン80mmF2.4MC - 5群6枚。富岡光学のOEM。
- ビオメター80mmF2.8MC/ゼンザノン80mmF2.8MC - 4群5枚[6]。アタッチメントはφ67mmねじ込み[6]。カール・ツァイスのOEMでゼンザノン銘になる前に少数がビオメター銘で販売された。
- ゼンザノン100mmF2.8MC - 4群6枚。東京光学（現トプコン）のOEM。
- ゼンザノン150mmF3.5 - 6群6枚[6]。アタッチメントはφ67mmねじ込み[6]
- ゼンザノン150mmF3.5 - 4群5枚。ノリタ光学のOEM。
- ゼンザノン200mmF3.5 - 5群6枚。
- ゼンザノン300mmF4.5 - 5群6枚。ノリタ光学のOEM。

純正の他、三協光機から販売されたコムラーブランドの交換レンズが有名である。
- コムラー45mmF4.5 - 7群7枚。自動絞り。アタッチメントはφ82mmねじ込み。
- コムラー50mmF3.5 - 6群8枚。自動絞り。アタッチメントはφ77mmねじ込み。
- コムラー100mmF2
- コムラー100mmF2.8 - 4群5枚。自動絞り。アタッチメントはφ62mmねじ込み。
- コムラー135mmF2.3
- コムラー150mmF3.5 - 4群4枚。自動絞り。アタッチメントはφ67mmねじ込み。
- コムラー200mmF3.5 - 5群5枚。自動絞り。アタッチメントはφ67mmねじ込み。
- コムラー200mmF3.5 - 5群5枚。自動絞り。アタッチメントはφ67mmねじ込み。
- コムラー200mmF4 - 5群5枚。自動絞り。アタッチメントはφ67mmねじ込み。
- コムラー300mmF5 - 3群4枚。プリセット絞り。アタッチメントはφ67mmねじ込み。旧型大バヨネット用「ユニヘリコイドIII」と新型大バヨネット用「ユニヘリコイドII」の両方を併売し、さらに「コムラーローライSL66用アダプター」併用によりロ−ライフレックスSL66シリーズにも使用できた。後にはレンズヘッド＋ヘリコイド＋マウントという「コムラノンシステム67・35」によりアサヒペンタックス6×7、ローライのローライフレックスSL66シリーズ、各社ライカ判一眼レフカメラに対応した。
- コムラー400mmF6.3 - 4群4枚。手動絞り。アタッチメントはφ67mmねじ込み。旧型大バヨネット用「ユニヘリコイドIII」と新型大バヨネット用「ユニヘリコイドII」の両方を併売し、さらに「コムラーローライSL66用アダプター」併用によりロ−ライフレックスSL66シリーズにも使用できた。後にはレンズヘッド＋ヘリコイド＋マウントという「コムラノンシステム67・35」によりアサヒペンタックス6×7、ローライのローライフレックスSL66シリーズ、各社ライカ判一眼レフカメラに対応した。
- コムラー500mmF7 - 4群4枚。手動絞り。アタッチメントはφ77mmねじ込み。旧型大バヨネット用「ユニヘリコイドIII」と新型大バヨネット用「ユニヘリコイドII」の両方を併売し、さらに「コムラーローライSL66用アダプター」併用によりロ−ライフレックスSL66シリーズにも使用できた。後にはレンズヘッド+ヘリコイド+マウントという「コムラノンシステム67・35」によりアサヒペンタックス6×7、ローライのローライフレックスSL66シリーズ、各社ライカ判一眼レフカメラに対応した。
- コムラーテレモア66 X2 For BRONICA - ブロニカC2 ブロニカS2用EC系列でも使用可能なテレコンバーター。本体バヨネットとヘリコイドボディ側バヨネットの間に入れて使用する方式のため本体バヨネットへ直接取り付けるレンズでは使用不可能。

### ゼンザブロニカETRシリーズ
6×4.5cm判レンズシャッター式一眼レフカメラ。シャッターそのものはレンズ側にあるが制御部やシャッターダイヤルはボディー側にある。ETRはEがエレクトロニクス、TがTTL、Rがレフレックスの意。

#### ETRシリーズボディー
- ゼンザブロニカETR（1976年3月[2]発売） - 1977年グッドデザイン賞受賞。フィルムバック交換式[2]。
- ゼンザブロニカETR-C（1977年11月[2]発売） - ゼンザブロニカETRのフィルムバック固定型[2]、中枠は共通。
- ゼンザブロニカETRS（1978年10月[2]発売） - ゼンザブロニカETRの各部の機構や操作性を改良したモデル[2]。AE-IIファインダーとの組み合わせではシャッターボタン半押しでファインダー表示確認可能[2]。
  - ゼンザブロニカETRS 20th - ブロニカ発売20周年を記念して発売された[2]。
  - ゼンザブロニカETRS クラブマン - アクセサリーを含めたセットで、300セットの限定販売モデル[2]。
  - ゼンザブロニカETRS SF - サファリカラーの限定販売セット[2]。
- ゼンザブロニカETRC（1978年10月発売） - ゼンザブロニカETRSのフィルムバック固定型。
- ゼンザブロニカETRSi（1988年12月[2]発売） - TTLダイレクト自動調光[2][8]、モーターワインダーEiに対応[8]。ミラーアップ[2]、ミラーショックアブソーバー[2]など多くの新機構を採用したが価格は下がった[2]。
  - ゼンザブロニカETRSi 30万台記念（1996年3月[2]発売） - ETRシリーズ30万台販売を記念して300台限定販売された[2]。
  - ゼンザブロニカETRSi 40th（1999年9月[2]発売） - ブロニカ発売40年を記念して300台が限定販売された[2]。ブロニカDと同じロゴ、40周年プレート、グレー張り革、メタルカラー塗装[2]。

#### ETRシリーズ用レンズ
レンズは自社製ブランドのゼンザノンに統一された。Eは新旧二世代あり設計変更、追加されている。スペックによりさらにEIIに設計変更した。後にPEに進化している。
以下はゼンザノンE旧レンズ。シャッターはセイコー#0。
- ゼンザノンE40mmF4 - 旧レンズ、7群9枚。アタッチメントはφ62mmねじ込み。最短撮影距離0.4m[6]。
- ゼンザノンE50mmF2.8 - 旧レンズ、7群8枚。アタッチメントはφ62mmねじ込み。最短撮影距離0.5m[6]。
- ゼンザノンE75mmF2.8 - 新レンズと共通の4群5枚。アタッチメントはφ58mmねじ込み。最短撮影距離0.6m[6]。
- ゼンザノンE150mmF4 - 旧レンズ、6群6枚。アタッチメントはφ62mmねじ込み。最短撮影距離1.5m[6]。
- ゼンザノンE250mmF5.6 - 旧レンズ、6群6枚。アタッチメントはφ62mmねじ込み。最短撮影距離3.5m[6]。

以下はゼンザノンE新レンズ。シャッターは電子セイコー#0。
- ゼンザノンE40mmF4 - 新レンズ、8群10枚。最短撮影距離0.4m。アタッチメントはφ62mmねじ込み[9]。
- ゼンザノンE50mmF2.8 - 新レンズ、8群9枚。最短撮影距離0.5m。アタッチメントはφ62mmねじ込み[9]。
- ゼンザノンEスーパーアンギュロンPCS55mmF4.5 - 8群10枚。近距離補正方式で最短撮影距離0.5m。アタッチメントはφ104mmねじ込み。シフト左右12mm、ライズ12mm、フォール10mm、ティルト上下10度。シュナイダー・クロイツナッハのOEM[9]。
- ゼンザノンE75mmF2.8 - 旧レンズと共通の4群5枚。
- ゼンザノンEII75mmF2.8 - 4群6枚。最短撮影距離0.6m。アタッチメントはφ62mmねじ込み[9]。
- ゼンザノンE105mmF3.5 - 新レンズ相当、4群6枚。最短撮影距離0.9m。アタッチメントはφ62mmねじ込み[9]。
- ゼンザノンE150mmF4 - 新レンズ、5群5枚。
- ゼンザノンE150mmF3.5 - EII相当、5群5枚。最短撮影距離1.5m。アタッチメントはφ62mmねじ込み[9]。
- ゼンザノンE200mmF4.5 - 新レンズ相当、5群5枚。最短撮影距離2.0m。アタッチメントはφ62mmねじ込み[9]。
- ゼンザノンE250mmF5.6 - 新レンズ、5群5枚。最短撮影距離3.0m。アタッチメントはφ62mmねじ込み[9]。
- ゼンザノンE500mmF8 - 新レンズ相当、6群7枚。近距離補正方式で最短撮影距離8.5m。アタッチメントはφ95mmねじ込み[9]。
- ゼンザノンEII500mmF8 - 6群7枚。最短撮影距離8.5m。アタッチメントはφ95mmねじ込み[10]。
- ズームゼンザノンEバリオゴン70-140mmF4.5 - 13群15枚。最短撮影距離1.8m。アタッチメントはφ93mmねじ込み。シュナイダー・クロイツナッハのOEM[9]。
- ズームゼンザノンEバリオゴン125-250mmF5.6 - 14群17枚。最短撮影距離2.5m。アタッチメントはφ93mmねじ込み。シュナイダー・クロイツナッハのOEM[9]。
- テレコンバータE2X - 5群6枚。2倍のリアテレコンバーター。75mmから500mmのレンズがマスターとして使用できる[11]。

以下はゼンザノンPEレンズ。シャッターは電子セイコー#0。
- ゼンザノンPEフィッシュアイ30mmF3.5 - 対角線魚眼レンズ[12]。8群11枚[12]。最短撮影距離0.27m[12]。フィルターはφ32.5mmねじ込み[2][12]。
- ゼンザノンPE40mmF4 - 8群9枚[12]。最短撮影距離0.35m[2][12]。アタッチメントはφ62mmねじ込み[2][12]。
- ゼンザノンPE50mmF2.8 - 7群9枚[12]。最短撮影距離0.46m[2][12]。アタッチメントはφ62mmねじ込み[2][12]。
- ゼンザノンPE60mmF2.8 - 7群7枚[12]。最短撮影距離0.42m[2][12]。アタッチメントはφ62mmねじ込み[2][12]。
- ゼンザノンPE75mmF2.8 - 5群6枚[12]。最短撮影距離0.42m[2][12]。アタッチメントはφ62mmねじ込み[2][12]。
- ゼンザノンPEマクロ100mmF4 - 4群6枚[13]。最短撮影距離0.61m[13]。アタッチメントはφ62mmねじ込み[13]。
- ゼンザノンPEマクロ105mmF4.5 - 8群9枚[12]。最短撮影距離0.35m[2][12]。アタッチメントはφ67mmねじ込み[2][12]。
- ゼンザノンPE135mmF4.0 - 4群6枚[12]。最短撮影距離1.0m[2][12]。アタッチメントはφ62mmねじ込み[2][12]。
- ゼンザノンPE150mmF3.5 - 5群6枚[12]。最短撮影距離1.5m[2][12]。アタッチメントはφ62mmねじ込み[2][12]。
- ゼンザノンPE180mmF4.5 - 8群9枚[12]。最短撮影距離1.0m[2][12]。アタッチメントはφ62mmねじ込み[2][12]。
- ゼンザノンPE200mmF4.5 - 5群6枚[12]。最短撮影距離2.0m[2][12]。アタッチメントはφ62mmねじ込み[2][12]。
- ゼンザノンPE250mmF5.6 - 6群6枚[12]。最短撮影距離3.0m[2][12]。アタッチメントはφ62mmねじ込み[2][12]。
- ゼンザノンPE500mmF8 - 異常低屈折率低分散ガラスを2枚含む[8]10群11枚[12]。最短撮影距離8.0m[2][12]。アタッチメントはφ122mmねじ込み[2][12]。
- ゼンザPEアスフェリカル45-90mmF4-5.6（1997年12月発売） - 大型非球面レンズを含む10群11枚[12]。最短撮影距離0.5m[2][12]（90mm時、1/4.3倍）[12]。アタッチメントはφ95mmねじ込み[2][12]。設計はタムロンによる[14]。
- ゼンザPEアスフェリカル100-220mmF4.8 - 13群16枚[12]。最短撮影距離1.0m[2][12]。アタッチメントはφ95mmねじ込み[2][12]。設計はタムロンによる[8]。
- テレコンバーターPE1.4X - 1.4倍のリアテレコンバーター。75mmから500mmのレンズがマスターとして使用できる[13]。
- テレコンバータPE2X - 2倍のリアテレコンバーター。75mmから500mmのレンズがマスターとして使用できる[13]。

### ゼンザブロニカSQシリーズ
ゼンザブロニカETRのシリーズで実績を積んだレンズシャッター方式を採用した6×6cm判レンズシャッター式一眼レフカメラ。元祖ゼンザブロニカシリーズとの互換性はない。

#### SQシリーズボディー
- ゼンザブロニカSQ（1980年8月[2]発売） - マニュアル露出をコンセプトとしMFファインダー、MEプリズムファインダーと2つのTTL連動露出計内蔵ファインダーが用意された[2]。
- ゼンザブロニカSQ-A（1982年1月[2]発売） - ゼンザブロニカSQを母体とし機動性を重視して改良したアイレベル主体のAE一眼レフカメラ[15]。電源は6Vアルカリまたは銀電池[16]。
  - ゼンザブロニカSQ-A SF - アクセサリーやレンズを含めてサファリカラーに統一し100セット限定販売され、購入者対象にサファリカラーのレンズを受注販売した[2]。
- ゼンザブロニカSQ-Am（1982年8月[2]発売） - ゼンザブロニカSQ-Aをモータードライブ専用機としたもの[2][17]。クイックリターン的な効果もある。シャッターも電磁式となった[2]。電源はシャッター駆動用6Vアルカリまたは銀電池に加え、モーター用に単3×6。
- ゼンザブロニカSQ-Ai（1990年12月[2]発売） - TTL測光ダイレクト自動調光、モータードライブSQ-iに対応した。電源は4LR44[18]。
  - ゼンザブロニカSQ-Ai 1998スペシャルエディション（1998年10月[2]発売） - ゼンザブロニカSQ-Aiの外装を茶色革張りとし200台限定販売されたモデル[2]。
- ゼンザブロニカSQベーシック（1996年4月[2]発売） - TTL測光ダイレクト自動調光、モータードライブ連動などの機能を省略したマニュアル専用機[2]。電源は4LR44[19]。

#### SQシリーズ用レンズ
以下はゼンザノンSレンズ。シャッターは電子セイコー#0。
- ゼンザノンS40mmF4 - 8群11枚。最短撮影距離0.4m。アタッチメントはφ95mmねじ込み[9]。
- ゼンザノンS50mmF3.5 - 8群10枚。最短撮影距離0.5m。アタッチメントはφ67mmねじ込み[9]。
- ゼンザノンS80mmF2.8 - 4群6枚。最短撮影距離0.8m。アタッチメントはφ67mmねじ込み[9]。
- ゼンザノンS105mmF3.5 - 4群6枚。最短撮影距離0.85m。アタッチメントはφ67mmねじ込み[9]。
- ゼンザノンS150mmF3.5 - 5群5枚。最短撮影距離1.5m。アタッチメントはφ67mmねじ込み[20]。
- ゼンザノンS200mmF4.5 - 5群5枚。最短撮影距離2.5m。アタッチメントはφ67mmねじ込み[20]。
- ゼンザノンS250mmF5.6 - 5群5枚。最短撮影距離3m。アタッチメントはφ67mmねじ込み[20]。
- ゼンザノンS500mmF8 - 6群7枚。最短撮影距離8.5m。アタッチメントはφ95mmねじ込み[20]。
- ズームゼンザノンSバリオゴン75-150mmF4.5 - 13群15枚構成。最短撮影距離1.8m。アタッチメントはφ93mmねじ込み。マクロ機構でワーキングディスタンス0.25mまで接写可能。シュナイダー・クロイツナッハのOEM[20]。
- ズームゼンザノンSバリオゴン140-280mmF5.6 - 14群17枚構成。最短撮影距離2.5m。アタッチメントはφ93mmねじ込み。マクロ機構でワーキングディスタンス0.76mまで接写可能。シュナイダー・クロイツナッハのOEM[20]。
- テレコンバータS2X - 5群6枚。2倍のリアテレコンバーター。80mmから500mmのレンズがマスターとして使用できる[16]。

以下はゼンザノンPSレンズ。シャッターは電子式。
- ゼンザノンPSフィッシュアイ35mmF3.5 - 対角線魚眼レンズ[21]。8群11枚[21]。最短撮影距離0.28m[2][21]。フィルターはφ32.5mmねじ込み[2][21]。
- ゼンザノンPS40mmF4 - 8群11枚[21]。最短撮影距離0.4m[2][21]。アタッチメントはφ95mmねじ込み[2][21]。
- ゼンザノンPS50mmF3.5 - 8群10枚[21]。最短撮影距離0.5m[2][21]。アタッチメントはφ77mmねじ込み[2][21]。
- ゼンザノンPS65mmF4 - 7群9枚[21]。最短撮影距離0.6m[2][21]。アタッチメントはφ67mmねじ込み[2][21]。
- ゼンザノンPS80mmF2.8 - 5群6枚[21]。最短撮影距離0.8m[2][21]。アタッチメントはφ67mmねじ込み[2][21]。
- ゼンザノンPSマクロ110mmF4 - 4群6枚[22]。最短撮影距離0.66m[22]。アタッチメントはφ67mmねじ込み[22]。
- ゼンザノンPSマクロ110mmF4.5 - 8群9枚[21]。最短撮影距離0.37m[2][21]。アタッチメントはφ72mmねじ込み[2][21]。
- ゼンザノンPS135mmF4 - 4群6枚[21]。最短撮影距離1.0m[2][21]。アタッチメントはφ67mmねじ込み[2][21]。
- ゼンザノンPS150mmF4 - 4群6枚[21]。最短撮影距離1.5m[2][21]。アタッチメントはφ67mmねじ込み[2][21]。
- ゼンザノンPS180mmF4.5 - 8群9枚[21]。最短撮影距離1.0m[2][21]。アタッチメントはφ67mmねじ込み[2][21]。
- ゼンザノンPS200mmF4.5 - 5群7枚[21]。最短撮影距離2.5m[2][21]。アタッチメントはφ67mmねじ込み[2][21]。
- ゼンザノンPS250mmF5.6 - 5群7枚[21]。最短撮影距離3.0m[2][21]。アタッチメントはφ67mmねじ込み[2][21]。
- ゼンザノンPS500mmF8 - 10群11枚[21]。最短撮影距離8.0m[2]または8.5m[21]。アタッチメントはφ122mmねじ込み[2][21]。
- テレコンバーターPS1.4X - 1.4倍のリアテレコンバーター。
- テレコンバータPS2X - 2倍のリアテレコンバーター。

### ゼンザブロニカGSシリーズ
6×7cm判レンズシャッター式一眼レフカメラ。

#### GSシリーズボディー
- ゼンザブロニカGS-1（1983年4月[2]発売） - 機動性重視の小型軽量カメラ[16]。ミラーアップはボディー前面左下のレバーで操作する。多重露出はボディー右側面、巻き上げクランク下のレバーで操作する。ロータリーファインダーGとレボルビングトライポッドアダプターGを併用することでレンズ光軸を動かさないで縦位置にも対応する[23]。電源は4LR44または4SR44[2]。

#### GSシリーズ用レンズ
シャッターは電子セイコー#0。
- ゼンザノンPG50mmF4.5 - 8群11枚[24]。最短撮影距離0.5m[2][24]。アタッチメントはφ95mmねじ込み[2][24]。
- ゼンザノンPG65mmF4 - 7群9枚[24]。最短撮影距離0.6m[2][24]。アタッチメントはφ72mmねじ込み[2][24]。
- ゼンザノンPG100mmF3.5 - 4群6枚[24]。最短撮影距離0.75m[2][24]。アタッチメントはφ72mmねじ込み[2][24]。
- ゼンザノンPGマクロ110mmF4 - 4群6枚[25]。最短撮影距離0.66m[2][25]。アタッチメントはφ72mmねじ込み[2][25]。
- ゼンザノンPG150mmF4 - 5群5枚[24]。最短撮影距離1.5m[2][24]。アタッチメントはφ72mmねじ込み[2][24]。
- ゼンザノンPG200mmF4.5 - 5群6枚[24]。最短撮影距離2.0m[2][24]。アタッチメントはφ82mmねじ込み[2][24]。
- ゼンザノンPG250mmF5.6 - 5群6枚[24]。最短撮影距離3.0m[2][24]。アタッチメントはφ82mmねじ込み[2][24]。
- ゼンザノンPG500mmF8 - 異常低屈折率低分散ガラスを2枚含む10群11枚[25]。最短撮影距離8.0m[2][25]。アタッチメントはφ122mmねじ込み[2][25]。
- テレコンバーターG1.4X - 1.4倍のリアテレコンバーター。5群5枚[26]。
- テレコンバーターG2X - 2倍のリアテレコンバーター。6群7枚[26]。

### ブロニカRF645
レンズ交換式6×4.5cm判レンジファインダーカメラ。

#### RFシリーズボディー
- ブロニカRF645（2000年11月[2]発売） - ボディーはチクソモールディング法によるマグネシウム射出成形

、カバーはマグネシウム合金製。プログラムAE、絞り優先AE、マニュアル露出が可能。電源はCR2×2。

#### RF645用レンズ
シャッターは電子式、#00。
- ゼンザノンRF45mmF4 - 5群7枚。最短撮影距離1m[2]。アタッチメントはφ58mmねじ込み[2]。専用外部ファインダーRF45VFを使用する。
- ゼンザノンRF65mmF4 - 4群6枚。最短撮影距離1m[2]。アタッチメントはφ58mmねじ込み[2]。
- ゼンザノンRF100mmF4.5 - 5群6枚。最短撮影距離1.8m（近接ゾーン 1.8m-1.2m）アタッチメントはφ62mmねじ込み。当初は135mmF4.5レンズ（5群6枚、最短撮影距離1.8m、アタッチメントはφ62mmねじ込み）の発売が予定されていたが急遽発売中止となり、その代替として発売された。